# Oleg Jefimenko
Oleg Dmitrovič Jefimenko (14. října 1922 – 14. května 2009) byl americký fyzik ukrajinského původu a emeritní profesor na West Virginia University.

## Život
Jefimenko získal bakalářský titul na Lewis and Clark College v roce 1952 a magisterský titul na University of Oregon v roce 1954. Doktorský titul potom získal rovněž na University of Oregon o dva roky později. Jefimenko pracoval na rozvoji teorie elektromagnetické retardace a relativity. V roce 1956 mu byla udělena cena Sigma Xi. Roku 1971 a 1973 získal ocenění v soutěži AAPT přístrojů. Jefimenko konstruoval a provozoval elektrostatické generátory poháněné atmosférickou elektřinou.
Dále pracoval na zobecnění Newtonovy gravitační teorie pro časově závislé systémy. Podle jeho názoru neexistuje žádný objektivní důvod pro opuštění Newtonovy gravitační teorie silových polí (ve prospěch metrické gravitační teorie). Snažil se rozvíjet a rozšiřovat Newtonovu teorii, což je slučitelné s principem kauzality a dělá ji použitelnou pro časově závislé gravitační interakce.
Jefimenkovo rozšíření nebo zobecnění, je založeno na existenci druhého gravitačního silového pole, "kogravitace" nebo "Heavisideova pole". Toto může být také nazváno gravitomagnetické pole. To představuje fyzikální přístup, zásadně odlišný od geometrie prostoročasu Einsteinovy obecná teorie relativity. Oliver Heaviside jako první předpověděl tato pole v článku A Gravitational and Electromagnetic Analogy (1893).

## Elektromagnetické analogie gravitačních a kogravitačních polí
Jefimenko naznačuje, že elektromagnetické rovnice mohou být převedeny na jejich gravitační-kogravitační ekvivalent nahrazením elektromagnetických symbolů a konstant jejich odpovídajícími gravitační-kogravitačními symboly a konstantami.
| Elektrické                     | Gravitační                     |
| ------------------------------ | ------------------------------ |
| q (náboj)                      | m (hmotnost)                   |
| ρ (objemová hustota náboje)    | ρ (objemová hmotnost, hustota) |
| σ (povrchová hustota náboje)   | σ (povrch, hmotnost, hustota)  |
| λ (linka hustota náboje)       | λ (linka hustoty hmoty)        |
| A (vektorový potenciál)        | A (vektorový potenciál)        |
| J (konvekce proudové hustoty)  | J (hmotnost-hustota proudu)    |
| I (elektrický proud)           | I (hustota hmotnosti)          |
| m (magnetický dipólový moment) | d (kogravitační moment)        |
| E (elektrické pole)            | g (gravitační pole)            |
| B (magnetické pole)            | K (kogravitační pole)          |

## Vybrané publikace

### Knihy
- JEFIMENKO, Oleg. Gravitation and Cogravitation: Developing Newton's Theory of Gravitation to its Physical and Mathematical Conclusion. Star City: Electret Scientific Company, 2006. ISBN 0-917406-15-X.
- Electromagnetic Retardation and Theory of Relativity: New Chapters in the Classical Theory of Fields, 2nd ed., Electret Scientific, Star City, 2004.
- Causality, Electromagnetic Induction, and Gravitation: A Different Approach to the Theory of Electromagnetic and Gravitational Fields, 2nd ed., Electret Scientific, Star City, 2000.
- Electricity and Magnetism: An Introduction to the Theory of Electric and Magnetic Fields, 2nd ed., Electret Scientific, Star City, 1989.
- Scientific Graphics with Lotus 1-2-3: Curve Plotting, 3D Graphics, and Pictorial Compositions. Electret Scientific, Star City, 1987.
- 30 Music Programs for Timex Sinclair 2068. Electret Scientific, Star City, 1985.
- Electrostatic motors; their history, types, and principles of operation. Star City [W. Va.], Electret Scientific Co. [1973]. LCCN 73180890
- Electrostatic motors; their history, types, and principles of operation; NEW REVISED EDITION, edited by Thomas Valone. Integrity Research Institute, Beltsville, MD [2011].

### Knižní kapitoly
- What is the Physical Nature of Electric and Magnetic Forces?, in: Has the Last Word Been Said on Classical Electrodynamics? -- New Horizons, A. E. Chubykalo, Ed., Rinton Press, Paramus, 2004.
- Does special relativity prohibit superluminal velocities?, in: Instantaneous Action at a Distance in Modern Physics: "Pro" and "Contra, A. E. Chubykalo, Ed., (Nova Science, New York, 1999).

### Práce
- Causal equations for electric and magnetic fields and Maxwell's equations: Comment on a paper by Heras, Am. J. Phys. 76, February 2008, Issue 2, pp. 101
- Pile Driver Exercise, The Physics Teacher, January 2006, Volume 44, Issue 1, pp. 4.
- A neglected topic in relativistic electrodynamics: transformation of electromagnetic integrals, arxiv.org, 2005.
- Presenting electromagnetic theory in accordance with the principle of causality, Eur. J. Phys. 25 287-296, 2004. doi:10.1088/0143-0807/25/2/015

- Causality, the Coulomb field, and Newton's law of gravitation (Comment), Am. J. Phys. 70, Issue 9, p. 964, September 2002.
- Dynamic electric field maps of point charge moving with constant velocity, The Physics Teacher 38, March 2000, pp. 154–157 (contains portrait of the author).
- The Trouton-Noble paradox, J. Phys. A: Math. Gen. 32, 1999, 3755–3762.
- On the relativistic invariance of Maxwell's equations, Z. Naturforsch. 54a, 1999, , 637–644,
- On the experimental proofs of relativistic length contraction and time dilation, Z. Naturforsch. 53a, 1998, pp. 977–982.
- A relativistic paradox seemingly violating conservation of momentum law in electromagnetic systems, Eur. J. Phys. 20, 39–44, 1999.
- On Maxwell's displacement current, Eur. J. Phys. 19, 1998, 469-470.
- Correct use of Lorentz-Einstein transformation equations for electromagnetic fields, Eur. J. of Physs. 18, 444-447, 1997.
- Derivation of relativistic force transformation equations from Lorentz force law, Am. J. Phys. 64 (5), May 1996, pp. 618–6210.
- Direct calculation of time dilation, Am. J. Phys. 64 (6), June 1996, pp. 812–814.
- Is magnetic field due to an electric current a relativistic effect?, Eur. J. Phys., 17, 1996, pp. 180–182.
- Retardation and relativity: new integrals for electric and magnetic potentials of time-independent charge distributions moving with constant velocity, Eur. J. Phys. 17, 1996, pp. 258–264.
- Retardation and relativity: derivation of Lorentz-Einstein transformations from retarded integrals for electric and magnetic fields, Am. J. Phys. 63 (3), 1995, 267-72.
- Retardation and relativity: the ease of a moving line charge, Am. J. Phys., 63 (5), 1995, 454-9.
- Gravitational field of a point mass moving with uniform linear or circular velocity, Galilean Electrodynamics, March/April 1994, pp. 25–33.
- Direct calculation of the electric and magnetic fields of an electric point charge moving with constant velocity, Am.J.Phys. 62, 79-84, 1994.
- Solutions of Maxwell's equations for electric and magnetic fields in arbitrary media, Am. J. Phys. 60, 899-902 1992.
- Electrets, (with D. K. Walker) Phys. Teach. 18, 651-659, 1980.
- How can An Electroscope be Charged This Way?, TPT 56, 1979.
- Water Stream 'Loop-the-Loop, AJP 42, 103-105, 1974.
- Franklin electric motor, Am. J. Phys. 39, 1139–1141, 1971.
- Operation of electric motors from atmospheric electric field, Am. J. Phys. 39, 776-779, 1971.
- Demonstration of the electric fields of current-carrying conductors. Am. J. Phys. 30, 19-21, 1962.
- Effect of the earth's magnetic field on the motion of an artificial satellite, Am. J. Phys. 27, 344-348, 1959.

### Encyklopedické články
- Maxwell's Equations, Macmillan Encyclopedia of Physics, Macmillan, New York, 1996.